# Newport Country Club

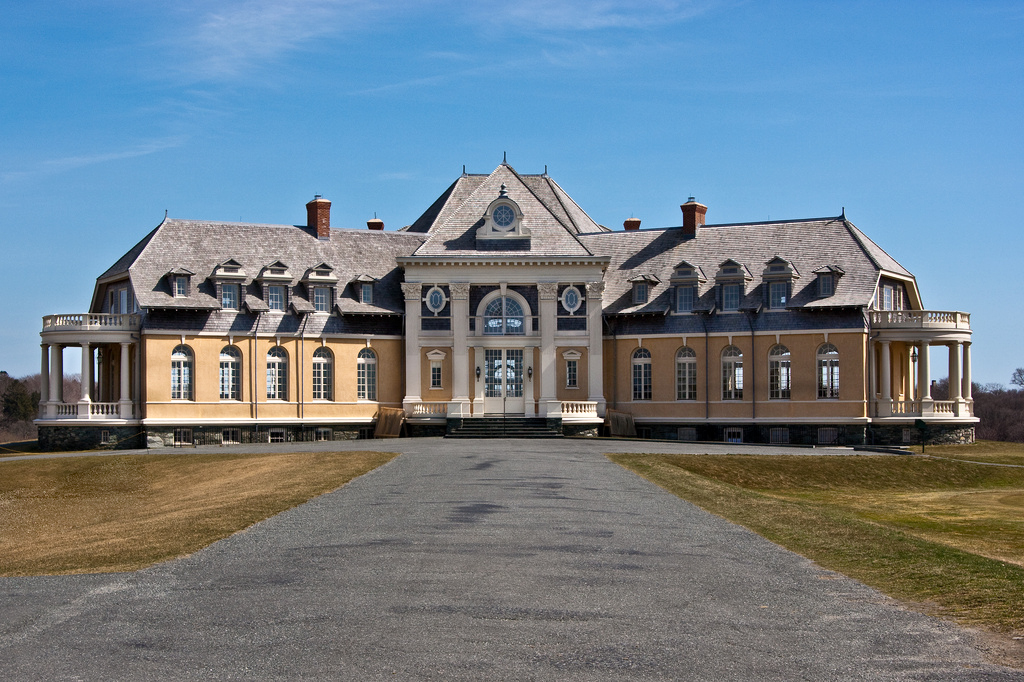
Newport Country Club

De Newport Country Club in Rhode Island is een van de oudste Amerikaanse golfclubs.
De club werd in 1893 opgericht door John Jacob Astor IV, Theodore Havemeyer, Cornelius Vanderbilt II, Frederick William Vanderbilt en William K. Vanderbilt. Newport was in die tijd een plaats waar rijke Amerikanen hun zomer doorbrachten, dus het was vanzelfsprekend dat hier ook een van de eerste Amerikaanse golfclubs kwam. In datzelfde jaar richtte Newport samen met vier andere golfclubs de United States Golf Association op.
De 9-holes golfbaan werd in 1894 geopend en was een ontwerp van William F. Davis, hun eerste professional. Donald Ross heeft de baan later uitgebreid tot 18 holes. In 1924 werd de beroemde golfbaanarchitect Albert Warren Tillinghast, beter bekend als 'Tillie', ontboden om de baan te moderniseren. In 1995 wordt de baan door Ron Forse gerenoveerd. 
Het clubhuis is een ontwerp van architect Whitney Warren (1864-1943), een grote vriend van de Vanderbilt familie. Het werd in 2005 grondig gerenoveerd.
In 1895 was Newport gastheer van het eerste US Open. Dit werd gewonnen door Horace Rawlings met een score van 173. Een dag eerder werd ook de eerste editie van het US Amateur Kampioenschap op Newport gespeeld, winnaar daarvan was Charles B. Macdonald, hij versloeg in de finale Charles Sands.

## Trivia
William Davis heeft later meer banen ontworpen, o.a. Bay Ridge in Sister Bay en Point Judith (1894) in Narragansett Pier.